# مزرعه المطحنه
مزرعه المطحنه (انگلیسی: Mazraat al-Mathanah) یک شهرک در شهرستان جزین و در کشور لبنان است.